# Justo Blasco Compans
Justo Blasco Compans (Borja (Aragó), 19 de juny de 1850 - Madrid, 29 de setembre de 1911) fou un compositor, cantant i professor aragonés.
Justo, fill de Clandestino Blasco i Maria Salvadora Compans, nasqué a Borja, un municipi de la província de Saragossa, el 19 de junio de 1850, on fou batejat a l'església de Santa Maria. Comença els estudis musicals als sis anys amb el mestre de capella Félix Lorente i més tard amb l'organista Gregorio Ladrón de Guevara. Va ampliar els seus coneixements musicals a Saragossa amb l'organista Valentín Fauza i el mestre de capella Hilario Prádanos.
Al 1871 se'n va cap a Madrid per estudiar cant al Teatro Real amb el mestre Antonio Serva. Allà va aconseguir una plaça de baix a la capella reial per oposició, i fou llavors quan va dedicar gran part del seu temps a la composició musical. Al 1875 fou nomenat professor de solfeig del Consevatori de Madrid i al 1890, de cant, en la mateixa institució. Va actuar en diverses òperes de la Companyia Espanyola fins que aquesta es va dissoldre, i després es va dedicar a l'ensenyament, tant de piano com de cant. Fou mestre de cantants com Fidela Gardeta, Pilar Laborda o Carmen Domingo, entre d'altres. Va ser en aquesta època quan s'interessà per la composició de música de saló i de ball. Finalment, va traspassar a Madrid el 30 d'agost del 1911.
Va rebre la creu de Carles III, per la seva trajectòria musical.
Té unes 119 obres publicades. En algunes apareixen sota l'autoría de Justo Blanco, sense el seu segon cognom Compans, tal com succeeix en les 17 obres que es troben a la Biblioteca Nacional. Es poden classificar en quatre categories: obres per a piano, Zarzuela, obres per a cant i piano i obres religioses.
Generalment, segueix la tradicional forma ternària, i l'esquema de dos veus amb un disseny de baix, derivat del baix d'Alberti, es repeteix sovint en els acords i arpegis, duent la melodia a la mà dreta.
Blasco va escriure més de cent obres de diversos gèneres. Es conserven obres seves als fons catalans TerC, MatC i GiC.
Va escriure diverses cançons i música relacionada amb el folklore regional. Hi destaquen obres dedicades a Aragó, com Zaragoza, Gran jota aragonesa, Agustina de Aragón o Borja, composicions inspirades amb cançons populars de Madrid o Andalusia i peçes de ball, com polques, valsos, gavotes… També escriví música escènica de la qual cal destacar les tres sarsueles El señor Castaño, Perico el aragonés, i ¡Viva la Pepa!. El seu repertori eclesiàstic conté misses, antífones, himnes, motets…